# تاكيفومي ساكاتا
تاكيفومي ساكاتا (باليابانية: 坂田健史) مواليد 29 يناير 1980 في هيروشيما، اليابان، هو ملاكم محترف ياباني يصنف ضمن فئة وزن الذبابة. حقق بطولة رابطة الملاكمة العالمية.

## إحصائيات
خاض خلال مسيرته 44 نزالا، فاز في 36 وتعادل في 2 وخسر في 6. فاز بالضربة القاضية في 17 نزالا.

## روابط خارجية
- تاكيفومي ساكاتا على موقع بوكس ريك (الإنجليزية) (registration required)